# Bujanovac
Bujanovac (in serbo Бујановац?; in albanese Bujanoc) è una città e una municipalità del distretto di Pčinja nella parte meridionale della Serbia centrale, al confine con il Kosovo e la Macedonia del Nord.
È una città popolata per gran parte da persone di etnia albanese.